# Apró vetővirág
Az apró vetővirág (Sternbergia colchiciflora) az egyszikűek (Liliopsida) osztályának, a spárgavirágúak (Asparagales) rendjébe, ezen belül az amarilliszfélék (Amaryllidaceace) családjába tartozó faj.

## Jellemzői
Az apró vetővirág kis termetű, a nárciszokra emlékeztető sárga virágú növény. Nevét onnan kapta, hogy a virágai az őszi vetések idején nyílnak. A 4–8 cm magas virágok közvetlenül a földből hajtanak ki, és csak kedvező időjárási körülmények között nyílnak, ha nyár végén, ősz elején elég csapadék esik. Ennek hiányában a föld alatt nyílik, ugyanis ott is meg tud termékenyülni. Virágzáskor nincs levele. Négy, egyenként fél centiméteres, csavarodó levele tavasszal hajt ki, és a levelek zugában fejlődő toktermése is ilyenkor jelenik meg. A tok 3–4 cm hosszú, közvetlenül a föld felszínén helyezkedik el. Magjainak fehér függelékeit a hangyák fogyasztják, így ezek terjesztik a magvakat.

## Élőhelye
Évelő növény; elsősorban a löszgyepek, száraz sztyepprétek, karsztbokorerdők, legelők virága.
Délnyugat-Ázsiában Irán, Izrael, Törökország területén, a Kaukázusban, Európában Magyarországon, Ukrajnában, Romániában, délebbre Bulgáriában, Görögországban, Olaszországban, a volt Jugoszláviában, illetve Spanyolországban fordul elő.
Magyarországon belül a Dunántúli-középhegységben és a Tiszántúl déli részén fordul elő, a legnagyobb mennyiségben a Csanádi-pusztákon található meg. Régen az Alföldön is előfordult, de ezek a termőhelyek gyakorlatilag teljesen megszűntek.

## Védettsége
Magyarországon védett faj, természetvédelmi értéke 10 000 Ft.